# Sianów (gromada)
Sianów – dawna gromada, czyli najmniejsza jednostka podziału terytorialnego Polskiej Rzeczypospolitej Ludowej w latach 1954–1972.
Gromady, z gromadzkimi radami narodowymi (GRN) jako organami władzy najniższego stopnia na wsi, funkcjonowały od reformy reorganizującej administrację wiejską przeprowadzonej jesienią 1954 do momentu ich zniesienia z dniem 1 stycznia 1973, tym samym wypierając organizację gminną w latach 1954–1972.
Gromadę Sianów z siedzibą GRN w mieście Sianowie (nie wchodzącym w jej skład) utworzono 31 grudnia 1959 w powiecie koszalińskim w woj. koszalińskim z obszarów zniesionych gromad Sucha Koszalińska i Wierciszewo w tymże powiecie.
W 1965 roku gromadą zarządzało 25 członków gromadzkiej rady narodowej.
Gromada przetrwała do końca 1972 roku, czyli do kolejnej reformy gminnej. 1 stycznia 1973 w powiecie koszalińskim utworzono gminę Sianów.